# Gabelsberger-Gymnasium Mainburg
Das Gabelsberger-Gymnasium Mainburg (GGM) ist eines der drei Gymnasien im Landkreis Kelheim, Niederbayern.

## Geschichte
Der Schulbetrieb begann 1945 unter der Bezeichnung Oberschule Mainburg. 1968 wurde der Schule der Name „Gabelsberger-Gymnasium“ nach Franz Xaver Gabelsberger verliehen, dessen Großvater aus Mainburg stammte. Es wurden mehrere Um- und Erweiterungsbauten durchgeführt, um ausreichend Platz für bis zu 1428 Schüler (Schuljahr 2010/11) zu schaffen. Sachaufwandsträger ist der Landkreis Kelheim.

## Ausbildungsrichtungen
Das Gabelsberger-Gymnasium begann als mathematisch-naturwissenschaftliches Gymnasium. Im naturwissenschaftlich-technologischen Zweig und im wirtschaftswissenschaftlichen Zweig ist Englisch die erste Fremdsprache, zweite Fremdsprache ist Latein oder Französisch. Die Sprachenfolge im sprachlichen Zweig ist Englisch, Latein, Französisch.
Sowohl in Englisch (Cambridge English Language Assessment) als auch in Französisch (DELF-DALF-Programm) können Zertifikatsprüfungen für die jeweilige Sprache abgelegt werden.
Seit dem Schuljahr 2009/2010 besteht die Möglichkeit, ab der zehnten Jahrgangsstufe anstelle der zweiten Fremdsprache Spanisch zu wählen. Zudem gibt es in den Jahrgangsstufen 5/6 eine Chorklasse.

## Beschreibung und Partnerschulen
Das Gymnasium ist Stützpunktschule für Handball. Ferner besitzt es eine Sternwarte und ein angegliedertes Hallenbad.
Fester Bestandteil des Schullebens sind kleiner und großer Chor, Orchester und Big-Band.
Bereits seit etlichen Jahren gibt es an der Schule in Zusammenarbeit mit der Arbeiterwohlfahrt eine offene Ganztagsschule.
Die Schule ist Teil des Netzwerks Schule ohne Rassismus – Schule mit Courage, ebenso ist die Schule als MINT-freundliche Schule zertifiziert.

### Partnerschulen
- Collège Anna de Noailles, Noailles, Frankreich
- Willamette High School, Eugene (Oregon), USA
- Annaschule, Görlitz
- Zespół Szkół Ekonomicznych, Krakau, Polen
- Mönsteråsgymnasiet, Mönsterås, Schweden